# Kiosk (Oostende)

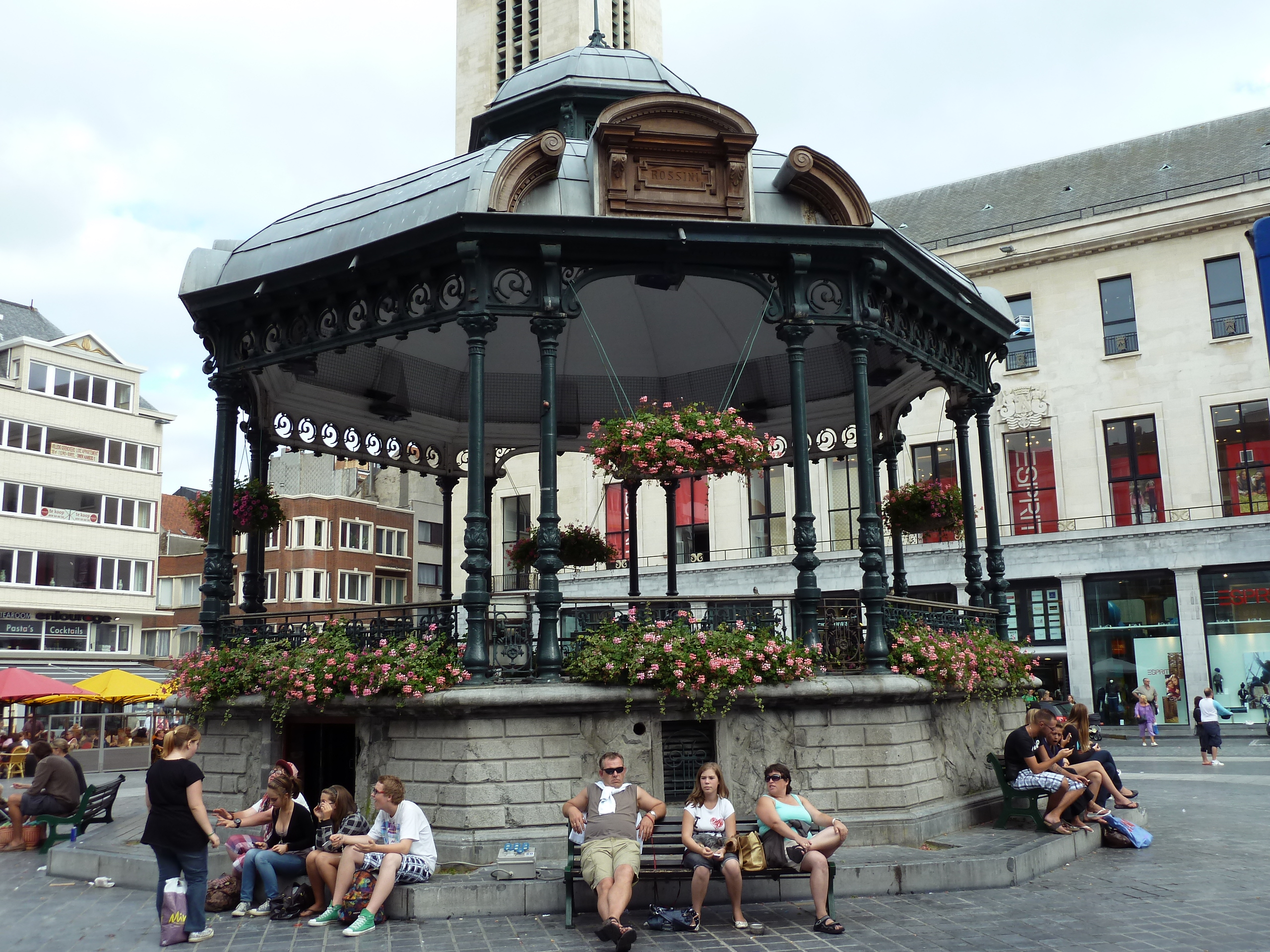
Het Wapenplein met de muziekkiosk en het Feest- en Kultuurpaleis

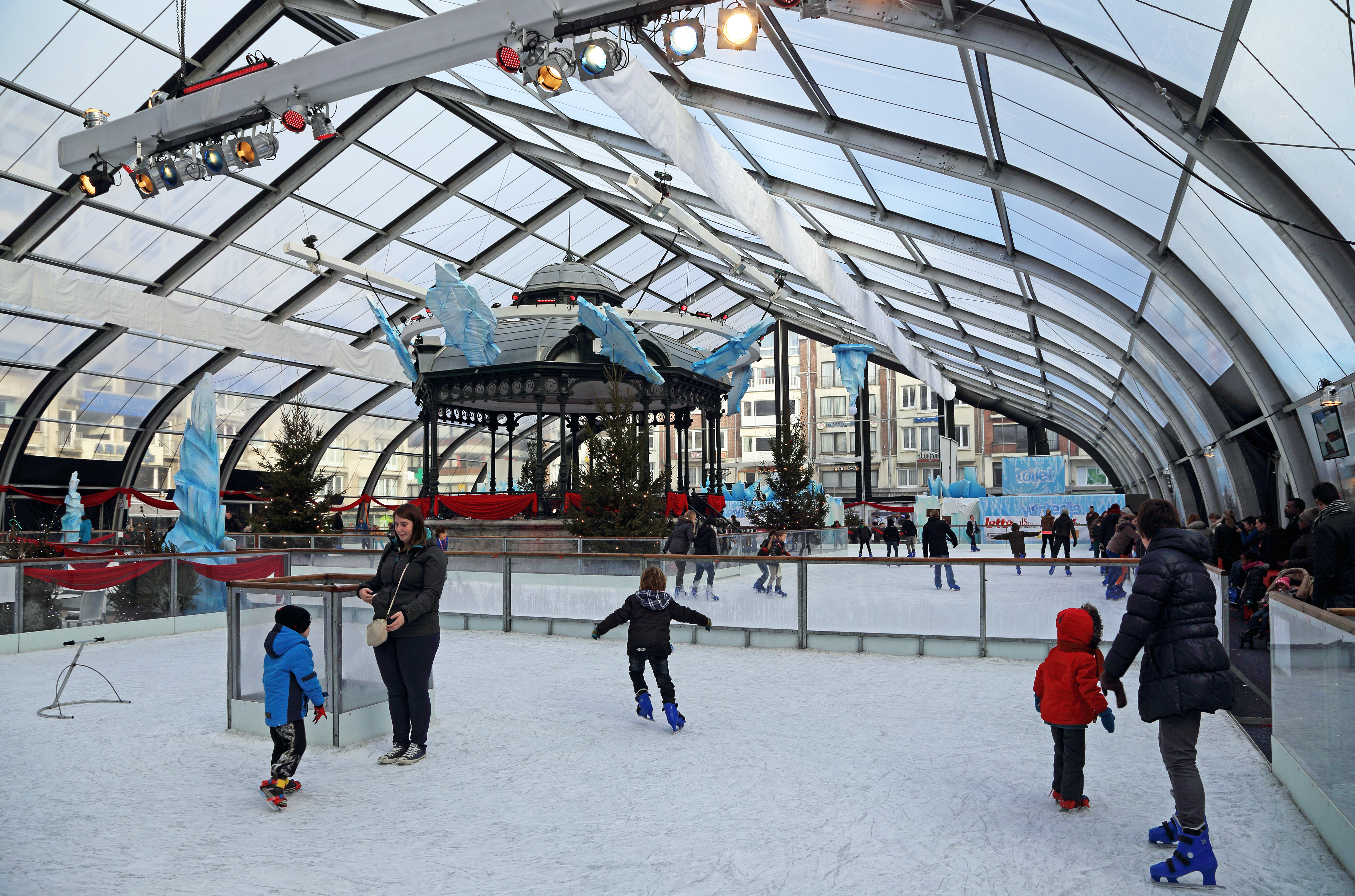
Een tijdelijke ijsbaan op het Wapenplein, met een grote overkapping ook over de Kiosk, in januari 2014

De kiosk is een muziekkoepel in Oostende, op het Wapenplein in het stadscentrum.

## Geschiedenis
De achthoekige muziekkiosk bestaat sinds het eind van de 19e eeuw. Tot en met het jaar 1894 werd er op het Wapenplein muziek gespeeld rond de grote lantaarn. In 1893 diende een aantal bewoners van het plein een petitie in om een vast muziekgebouw te krijgen. Na overleg met het stadsbestuur werd aan aannemer Léon Pannier opdracht gegeven om voor de som van 12.100 frank een vaste kiosk te bouwen naar ontwerp van de stadsarchitect.
De muziekmaatschappij Euterpe nam op zondag 2 juni 1895 de nieuwe kiosk, die nog niet volledig voltooid was, officieel in gebruik. 
Tijdens de Tweede Wereldoorlog werden in de binnenstad veel vernielingen aangebracht door het oorlogsgeweld. Het stadhuis, bibliotheek en het archief doorstonden de regen van bommen niet. De kiosk daarentegen wel. Na de Tweede Wereldoorlog werd meerdere malen geprobeerd om de kiosk af te breken, maar in de jaren 1970 wilde men het gebouw beschermen. Sinds 1981 is de kiosk op het Wapenplein bij koninklijk besluit een erkend en beschermd monument.
Door het organiseren van een zomers muziekfestival (het Festival Permanent of Bestendig Festival) beleefde de kiosk voor de periode van 1898 tot in de jaren 1960 tijdens de zomermaanden hoogdagen. Zowel binnen- als buitenlandse fanfares en muziekharmonieën kwamen de toeristen vermaken met concerten die veelal in de kiosk op het Wapenplein plaatsvonden.

## Architectuur
De door stadsarchitect Theobald Van Hille ontworpen kiosk is opgetrokken in eclectische stijl. Ze rust op een achtkantige arduinen sokkel. De ranke, dubbel gerijde gietijzeren zuilen en balustrades in smeedijzer daarboven zijn afkomstig van een kiosk die in het tweede Kursaal in het midden van de concertzaal stond om de akoestiek te verbeteren. De koepel is dan weer vervaardigd uit hout met zinkbedekking en voorzien van een bliksemafleider. Het dak is afgezoomd met frontons. De vier lieren op de koepel dragen elk de naam van een componist: Grétry (België), Wagner (Duitsland), Rossini (Italië) en Gounod (Frankrijk). De kiosk is een typevoorbeeld van laat-19e-eeuwse – begin belle époque bouwstijl.